# Репьи
Репьи — деревня в Скребловском сельском поселении Лужского района Ленинградской области.

## История
Впервые упоминается в писцовых книгах Шелонской пятины 1501 года, как деревня Репой у озера Череменца в Петровском погосте Новгородского уезда.
В середине XVIII века в деревне была построена помещичья усадьба.
Как деревня Репья она обозначена на карте Санкт-Петербургской губернии 1792 года, А. М. Вильбрехта.
Деревня Репье и при ней усадьба Репьи, помещика Маложенинова, упоминаются на карте Санкт-Петербургской губернии Ф. Ф. Шуберта 1834 года,.

РЕПЬИ — деревня принадлежит надворной советнице графине Салтыковой, число жителей по ревизии: 64 м. п., 69 ж. п. (1838 год)

В 1840-е годы деревня стала собственностью генерал-лейтенанта в отставке Александра Петровича Квашнина-Самарина.

РЕПЬИ — деревня госпожи Квашниной-Самариной, по просёлочной дороге, число дворов — 18, число душ — 70 м. п. (1856 год)

РЕПЬИ — деревня и мыза владельческие при озере Череменецком, число дворов — 16, число жителей: 66 м. п., 76 ж. п. (1862 год)

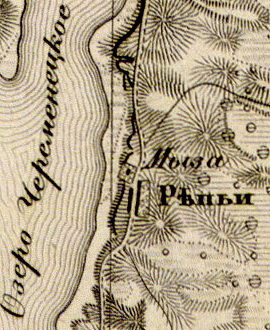
Деревня Репьи на карте 1863 года

Согласно карте из «Исторического атласа Санкт-Петербургской Губернии» 1863 года в деревне Репьи находилась мыза.
В 1870-е годы мыза перешла во владение одной из четырёх дочерей А. П. Квашнина-Самарина и его жены Софии Дмитриевны, Надежды Александровны Большаковой. Она выстроила в усадьбе новый каменный двухэтажный особняк.
В 1881 году усадьбу купил гражданский инженер Николай Сергеевич Кудрявцев.
Согласно материалам по статистике народного хозяйства Лужского уезда 1891 года мыза Репьи площадью 469 десятин принадлежала жене гражданского инженера А. В. Кудрявцевой, мыза была приобретена в 1881 году за 18 000 рублей. В мызе была паровая мельница с круподёркой, циклёвкой и машиной Мартина для приготовления перловых круп, кузница, а также ягодный и фруктовый сады.
После смерти Н. С. Кудрявцева в 1900 году усадьбу Репьи купила жена генерал-майора Евдокия Павловна Маслова, в том же году продавшая её мануфактурному советнику Карлу Ивановичу Палю.
В XIX веке деревня и мыза административно относились ко 2-му стану Лужского уезда Санкт-Петербургской губернии, в начале XX века — к Югостицкой волости 5-го земского участка 4-го стана.
По данным «Памятной книжки Санкт-Петербургской губернии» за 1905 год деревня Репьи образовывала Репейское сельское общество.
Последним владельцем усадьбы Репьи был промышленник А. А. Богданов.
С 1917 по 1923 год деревня Репьи входила в состав Наволокского сельсовета Югостицкой волости Лужского уезда.
С 1923 года, в составе Передольской волости.
С 1924 года, в составе Югостицкого сельсовета.

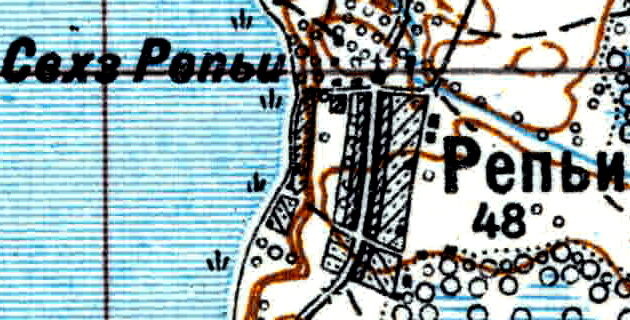
Деревня Репьи на карте 1926 года

Согласно топографической карте 1926 года деревня насчитывала 48 дворов. На северной окраине деревни находилась часовня и совхоз Репьи.
С 1927 года, в составе Лужского района.
С 1928 года, вновь в составе Наволокского сельсовета. В 1928 году население деревни Репьи составляло 173 человека.
По данным 1933 года деревня Репьи входила в состав Наволокского сельсовета Лужского района.
C 1 августа 1941 года по 31 января 1944 года деревня находилась в оккупации.
С 1950 года, в составе Бутковского сельсовета.
В 1965 году население деревни Репьи составляло 74 человека.
В 1960-е годы в деревне на фундаменте усадебного дома была построена база отдыха ЛТО «Буревестник».
По данным 1966 года деревня Репьи также входила в состав Бутковского сельсовета.
По данным 1973 и 1990 годов деревня Репьи входила в состав Скребловского сельсовета.
По данным 1997 года в деревне Репьи Скребловской волости проживали 9 человек, в 2002 году — 8 человек (все русские).
В 2007 году в деревне Репьи Скребловского СП проживали 7 человек.

## География
Деревня расположена в южной части района на автодороге 41К-143 (Бор — Югостицы).
Расстояние до административного центра поселения — 9 км.
Расстояние до ближайшей железнодорожной станции Луга I — 23 км.
Деревня находится на восточном берегу Череменецкого озера.

## Демография
| 1838 | 1862 | 1928 | 1965 | 1997 | 2007 | 2010 |
| ---- | ---- | ---- | ---- | ---- | ---- | ---- |
| 133  | ↗142 | ↗173 | ↘74  | ↘9   | ↘7   | ↗20  |
| 2017 |      |      |      |      |      |      |
| ↗26  |      |      |      |      |      |      |

## Достопримечательности
Каменная часовня во имя святого благоверного князя Александра Невского, постройки второй половины XIX века.

## Улицы
Озёрная, Полевая, Центральная.

## Садоводства
Репьи.